# محمد أباد (لاريجان السفلي)
محمد أباد (بالفارسية: محمدآباد) هي قرية تقع في إيران في قسم لاریجان السفلی الريفي.